# J. Howard McGrath

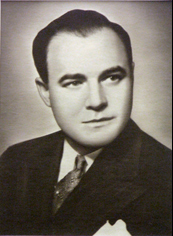
J. Howard McGrath

James Howard McGrath (* 28. November 1903 in Woonsocket, Rhode Island; † 2. September 1966 in Narragansett, Rhode Island) war ein US-amerikanischer Jurist, demokratischer Politiker, Gouverneur von Rhode Island, Solicitor General, US-Senator und Justizminister (Attorney General).

## Studium und berufliche Laufbahn
McGrath absolvierte zunächst allgemeinbildende Studien an der LaSalla Academy (Providence) sowie am Providence College, die er 1922 und 1926 mit einem Bachelor of Arts (B.A.) beendete. Im Anschluss daran studierte er Rechtswissenschaften an der Boston University, welches er 1929 mit einem Bachelor of Laws (LL.B.) abschloss.
1929 erfolgte seine Zulassung zum Rechtsanwalt im Bundesstaat Rhode Island. Allerdings trat er bereits 1930 das Amt des Rechtsberaters (Solicitor) der Kleinstadt Central Falls an. Zwischen 1934 und 1935 war er kurzzeitig als Rechtsanwalt tätig und begann in dieser Zeit auch geschäftliche Tätigkeiten im Bereich von Grundstücken, Banken und Versicherungen. Von 1935 bis 1940 war er Bundesstaatsanwalt für Rhode Island.
Nach seinem Ausscheiden aus dem politischen Leben war er als Rechtsanwalt in Washington und Providence tätig.

## Politische Laufbahn

### Gouverneur und Senator von Rhode Island

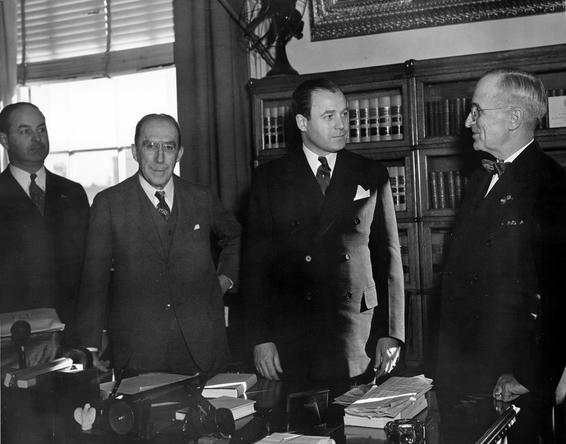
J. Howard McGrath (Zweiter von rechts) mit US-Präsident Harry S. Truman (rechts) und Senator Theodore F. Green (Zweiter von links).

McGrath begann seine politische Laufbahn 1940 mit der Wahl zum Gouverneur von Rhode Island. Dieses Amt übte er bis 1945 aus.
1946 wurde er als Kandidat der Demokratischen Partei in den Senat der Vereinigten Staaten gewählt. Dort vertrat er von 1947 bis 1949 die Interessen seines Bundesstaates. In dieser Zeit war er außerdem Vorsitzender des Democratic National Committee und somit de facto Parteivorsitzender der Demokraten. Er war zusätzlich für kurze Zeit vom 3. Januar bis zum 24. August 1949 Vorsitzender des Senatsausschusses für den District of Columbia.

### Justizminister unter Präsident Truman
Zwischen seinen Amtszeiten als Gouverneur und als Senator war er 1945 bis 1946 Solicitor General und somit der Beamte des Justizministeriums, der die Bundesregierung vor dem Obersten Gerichtshof vertritt, wenn sie Partei in einem Rechtsstreit ist. Nach dem Justizminister und dessen Stellvertreter (Deputy Attorney General) bekleidete er damit den dritten Rang in der Hierarchie des Justizministeriums.
Am 24. August 1949 berief ihn Präsident Harry S. Truman als Nachfolger von Justizminister Tom C. Clark in sein Kabinett. Nach einer Korruptionsuntersuchung innerhalb des Justizministeriums trat er am 3. April 1952 von seinem Amt zurück.
1960 bewarb er sich erfolglos um die Wahl als demokratischer Senatskandidat für Rhode Island.

## Veröffentlichungen
- J. Howard McGrath: The Power of the People. Julian Messner, New York 1948.

Seine sonstigen Reden und Schriftverkehr befinden sich im Archiv der Truman Library.